# گائتان پاکیز
گائتان پاکیز (انگلیسی: Gaëtan Paquiez؛ زادهٔ ۱۵ فوریهٔ ۱۹۹۴) بازیکن فوتبال اهل فرانسه است.
از باشگاه‌هایی که در آن بازی کرده‌است می‌توان به باشگاه فوتبال نیم المپیک اشاره کرد.